# Волярисько
Волярисько (словац. Voliarisko) — річка; ліва притока Студеного потоку, протікає в окрузі Тврдошін.
Довжина приблизно 3.5-4.0 км. Витік знаходиться в масиві Західні Татри (геоморфологічна підодиниця Рогаче; схил гори Брестова) на висоті приблизно 1420 метрів.
Протікає територією сіл Зуберец і Габовка. Впадає в Студений потік на висоті приблизно 865-870 метрів.